# Hauptstrasse 12
Die Hauptstrasse 12 ist eine Hauptstrasse in der Schweiz. Sie führt von Vevey am Genfersee in der Waadt durch das Mittelland und über den Jura nach Basel am Rhein.
Die Hauptstrasse hat für den motorisierten Individualverkehr nur noch eine untergeordnete Bedeutung, da der Transitverkehr auf dem Abschnitt von Vevey bis Bern vorwiegend die Autobahn A12, die ebenfalls in Vevey beginnt, und auf dem Abschnitt zwischen Bern und Basel die A1 und ab der Verzweigung Härkingen die A2 benutzt.

## Geschichte
Die Strasse verbindet die Hauptstädte von Kantonen, die seit der Reformation unterschiedliche konfessionelle, politische und wirtschaftliche Interessen vertreten. Spätestens seit 1587 mussten sämtliche Waren in Solothurn ausgeladen und deklariert werden. Berner Kaufleute bemühten sich deshalb, Transporte durch Solothurner Territorium zu vermeiden und benützten Ausweichrouten durch den Aargau.

### Strassenbau im 18. Jahrhundert
Im 18. Jahrhundert waren Strassenbauten häufig Ursache diplomatischer Auseinandersetzungen zwischen verfeindeten Kantonen. Beispielsweise baute der katholische Kanton Solothurn ab 1729 die Passwangstrasse von Balsthal in Richtung Frankreich, um das Territorium des protestantischen Kantons Basel und die dort erhobenen Salzzölle zu umgehen. Als Reaktion auf die Fertigstellung dieser Strasse senkte der Kanton Basel die Salzzölle und liess 1738–1744 die Obere Hauensteinstrasse instand setzen.
Ab 1740 wurden die wichtigsten Strassen des Kantons Bern nach französischem Vorbild zu Chausseen ausgebaut. Im gleichen Zeitraum entstand die neue Bernstrasse als kürzeste Verbindung zwischen Solothurn und Bern.  1753 vereinbarten Bern und Freiburg den Bau einer Strasse zwischen beiden Kantonshauptstädten über Neuenegg.

### Modernisierung im 19. Jahrhundert
1817 verabschiedete der Kanton Solothurn ein neues Strassengesetz, das die Gemeinden von der Instandhaltungspflicht befreite. Fortan übernahm der Kanton die Kosten für Bau und Unterhalt der wichtigen Kantonsstrassen. 1827–1830 wurde die Bernstrasse, 1830–1834 die Strasse über den Oberen Hauenstein und in den 1840er Jahren der Strassenzug Solothurn–Olten–Aarau ausgebaut.
1830 übernahmen die Liberalen die Macht im Kanton Freiburg und verabschiedeten ein neues Strassengesetz, das eine deutliche Erhöhung der Staatsausgaben vorsah. Ein Grossteil der Strassenbauausgaben wurde für die Nord-Süd-Strasse Freiburg–Bulle–Vevey verwendet. 1852 wurde die Strasse von Bern über Thörishaus nach Freiburg neu angelegt.

### Kunstbauten
Die wichtigsten Bauwerke im Verlauf der Hauptstrasse 12 sind der Planchytunnel, der St-Léonard-Tunnel, der Glâneviadukt und die Poyabrücke im Kanton Freiburg, die Sensebrücke und die Tiefenaubrücke im Kanton Bern, die Rötibrücke in Solothurn und die Basler St. Jakobsbrücke über die Birs.

## Verlauf
Die Strasse beginnt in Vevey an der Hauptstrasse 9. Bei Châtel-St-Denis überschreitet sie die Wasserscheide zwischen dem Flussgebiet der Rhone und dem Einzugsgebiet des Rheins. Über Bulle und dem Greyerzersee entlang erreicht sie Freiburg und über die Saane und die Sense die Region Bern. Von dort aus führt die Strasse nach Solothurn. Zusammen mit der Hauptstrasse 5 und der Hauptstrasse 22 führt sie am Jurasüdfuss nach Wiedlisbach, wo die Hauptstrasse 22 abzweigt, und nach Oensingen, wo die Hauptstrasse 5 nach Olten weiterzieht, während die Hauptstrasse 12 den Jura durchquert und zunächst durch eine Klus nach Balsthal führt. Über den Oberen Hauenstein, einen Pass im Kanton Basel-Landschaft auf 731 m ü. M., verläuft sie nach Liestal. Ab dort teilt sie das Trassee mit der Hauptstrasse 2. Auf der Birsbrücke bei St. Jakob erreicht die Strasse die Stadt Basel, die sie bis zur Landesgrenze zu Frankreich in Basel-Kannenfeld durchquert.
Die Gesamtlänge dieser überwiegend nicht-richtungsgetrennten Durchgangsstrasse beträgt rund 186 Kilometer.